# الباقري (حالمين)

تعديل مصدري - تعديل

الباقري هي إحدى قرى عزلة حبيل الريدة بمديرية حالمين التابعة لمحافظة لحج، بلغ تعداد سكانها 384 نسمة حسب تعداد اليمن لعام 2004.